# Gongylolepis
Gongylolepis  es un género  de plantas con flores de la familia de las asteráceas. Comprende 18 especies descritas y de estas, solo 15 aceptadas. Es originario de Sudamérica.

## Taxonomía
El género fue descrito por Robert Hermann Schomburgk y publicado en Linnaea, 20: 759, 1847.	La especie tipo es: Gongylolepis benthamiana R.H.Schomb.	

## Especies aceptadas
A continuación se brinda un listado de las especies del género Gongylolepis aceptadas hasta julio de 2012, ordenadas alfabéticamente. Para cada una se indica el nombre binomial seguido del autor, abreviado según las convenciones y usos.
- Gongylolepis benthamiana R.H.Schomb.
- Gongylolepis bracteata Maguire
- Gongylolepis colombiana (Cuatrec.) Cuatrec.
- Gongylolepis cortesii (S.Díaz) Pruski & S.Díaz
- Gongylolepis erioclada S.F.Blake
- Gongylolepis fruticosa Maguire, Steyerm. & Wurdack
- Gongylolepis glaberrima S.F.Blake
- Gongylolepis huachamacari Maguire
- Gongylolepis jauaensis ("Aristeg., Maguire & Steyerm.") V.M.Badillo
- Gongylolepis martiana (Baker) Steyerm. & Cuatrec.
- Gongylolepis oblanceolata Pruski
- Gongylolepis paniculata Maguire & K.D.Phelps
- Gongylolepis paruana Maguire
- Gongylolepis pedunculata Maguire
- Gongylolepis yapacana Maguire